# Trochoidea tarentina
Trochoidea tarentina е вид коремоного от семейство Hygromiidae.

## Разпространение
Видът е разпространен в Италия.